# Brestik
Brestik falu Horvátországban, Sziszek-Monoszló megyében. Közigazgatásilag Glinához tartozik.

## Fekvése
Sziszek városától légvonalban 32, közúton 52 km-re délnyugatra, községközpontjától légvonalban 15, közúton 17 km-re délkeletre fekszik.

## Története
A falu határában a Crkvina nevű helyen az erdőben épületmaradványok találhatók, melyek valószínűleg a középkorban itt állt falu templomának romjai. A templom és a falu a 16. század török háborúiban pusztulhatott el. Ezután a térség több mint száz évig puszta volt, a romokat benőtte az erdő. Az 1683 és 1699 között felszabadító harcokban a keresztény seregek kiűzték a térségből a törököt és a török határ az Una folyóhoz került vissza. Ezután a török uralom alatt maradt boszniai Unamentéről és Közép-Boszniából pravoszláv szerb családok érkeztek a felszabadított területekre. 1696-ban a szábor a bánt tette meg a Kulpa és az Una közötti határvédő erők parancsnokává, melyet hosszas huzavona után 1704-ben a bécsi udvar is elfogadott. Ezzel létrejött a Báni végvidék (horvátul Banovina), mely katonai határőrvidék része lett. 1745-ben megalakult a Glina központú első báni ezred, melynek fennhatósága alá ez a vidék is tartozott.
1881-ben megszűnt a katonai közigazgatás és Zágráb vármegye Glinai járásának része lett. A falunak 1857-ben 490, 1910-ben 683 lakosa volt. 1918-ban az új szerb-horvát-szlovén állam, majd később Jugoszlávia része lett. A második világháború idején a Független Horvát Állam része volt, de szerb lakói tömegesen csatlakoztak a partizánegységekhez. A falu 1991. június 25-én jogilag a független Horvátország része lett, de szerb lakói a Krajinai Szerb Köztársasághoz csatlakoztak. A falut 1995. augusztus 8-án a Vihar hadművelettel foglalta vissza a horvát hadsereg. A lakosság elmenekült. Később több, főként idős ember visszatért. A településnek 2011-ben 76 lakosa volt, akik mezőgazdasággal és állattartással foglalkoztak.

## Népesség
| Lakosság változása | Lakosság változása | Lakosság változása | Lakosság változása | Lakosság változása | Lakosság változása | Lakosság változása | Lakosság változása | Lakosság változása | Lakosság változása | Lakosság változása | Lakosság változása | Lakosság változása | Lakosság változása | Lakosság változása | Lakosság változása |
| ------------------ | ------------------ | ------------------ | ------------------ | ------------------ | ------------------ | ------------------ | ------------------ | ------------------ | ------------------ | ------------------ | ------------------ | ------------------ | ------------------ | ------------------ | ------------------ |
| 1857               | 1869               | 1880               | 1890               | 1900               | 1910               | 1921               | 1931               | 1948               | 1953               | 1961               | 1971               | 1981               | 1991               | 2001               | 2011               |
| 490                | 564                | 573                | 613                | 680                | 683                | 649                | 723                | 637                | 619                | 571                | 506                | 454                | 421                | 102                | 76                 |

## Nevezetességei
- Az erdőben fekvő Crkvina nevű helyen található épületmaradványok. Valószínűleg középkori templom romjai.
- Régi vízimalmok, melyek a Boroviski, Keleuska, Vladušić és Bulatski családok tulajdonában voltak.
- Hagyományos népi építésű házak a 20, 33, 47, 66, 70, 35, 24, 25, 125 számok alatt.